# 하치운
하치운 또는 카치운(合赤溫, Хачиун, 1166년 ~ 1207년) 혹은 하치운 엘치(合赤温额勒赤 Хачиун алчи)은 카마그 몽골의 족장 예수게이의 아들이자 칭기즈 칸(테무친)의 동생이다. 형 칭기즈 칸이 몽골 제국을 통일한 직후 사망했으며, 정확한 사망 원인은 알려진 것이 없다. 
메르키트족이 습격, 보르테를 납치해갈 때 그는 형 테무진과 함께 말을 타고 도주했다 한다. 1206년 몽골 제국 선포 이후 다싱안링 산맥 동쪽 부이흐 노르 남쪽에서 우르겐 강 일대가 하치운의 몫으로 그의 후손들에게 부여되었다. 카추(哈准), 카춘(哈準)으로도 부른다. 칭기즈 칸의 친형제이나 문헌에 적게 이름이 등장하는 것으로 보아 일찍 사망한 것으로 추정된다. 그의 후손은 원나라 때 제남왕, 오왕 작위를 수여받았다.

## 생애
그의 이름은 몽골어로 비상하다, 특이하다는 뜻이다. 별칭은 알치(Алчи), 알치다이(Алчидай), 하치운 알치인데 알치는 몽골어로 안녕함을 뜻한다. 중국의 문헌에는 哈赤溫, 哈赤溫大王 등으로 나타난다. 페르시아어 사서 집사에는 콰치운(قاچيؤن)으로 나타난다. 집사에 의하면 그의 이름 하치운은 굳세다는 의미가 있다 한다. 그의 이름 하치운은 튀르크계 제어의 카치크(Qatïq, '단단한', '견고한'이라는 뜻)에서 유래했다는 설도 있다. 원사, 원조비사 등 한자 사서에는 하치운 알치(合赤温額勒赤), 혹은 하치운 대왕(合赤温大王)으로 나타난다. 그의 외모, 성격에 대한 기록은 나타나지 않는다.
하치운의 정확한 생일은 기록에 전하지 않는다. 몽골비사에 의하면 테무친이 9살이었을 때 카사르는 7살, 하치운은 5살, 테무게는 3살, 누이 테물룬은 강보에 있었다고 한다. 숙부 네쿤 타이지, 타르구타이 쿠릴투크, 당숙 알탄 등은 그의 가족을 버리고 타르구타이 쿠릴투크의 편에 가담했다. 테무진의 세력이 작고 적이 많았던 시기에 일가가 타이치우드부 타르구타이 쿠릴투크의 습격을 받자, 카치운은 테무게, 테물룬과 함께 절벽의 틈 사이에 숨어 숨어있었다 한다. 가족이 버림받고 숲 속에서 살아가던 중 타르구타이 쿠릴투그가 "양털이 벗겨지고, 염소도 자랐다"는 말과 함께 공격해오자 형제들과 함께 숲속으로 숨어 목숨을 건졌다.
하치운은 메르키트가 테무친의 가족을 공격했을 때 테무진과 함께 말을 타고 도망친 사람들 중 한 명으로 언급되는데, 당시 보르테 등이 메르키트에 포로로 잡혀갔다. 이후 몽골비사에는 그의 기록이 거의 나타나지 않는다.
그는 형인 테무친을 도와 몽골 제국의 기틀을 닦았으나 오래 살지 못하여 1207년 몽골 제국이 세워지자마자 사망한다. 하치운의 아들 알치다이는 쿠빌라이 칸의 시대까지 생존하여, 제남왕(济南王)의 작위를 받았다. 알치다이의 다른 자손들은 원나라때 오왕(吴王)의 작위를 받았다. 알치다이의 다른 아들 카다안 투투겐은 쿠빌라이 카안 말년에 카이두 등과 연합하려 반란을 일으키다가 진압되었고, 카다안의 후대는 기록이 전하지 않는다.
칭기즈 칸의 형제들 중 문헌 기록이 적다. 1206년 칭기즈 칸이 몽골 제국의 대칸으로 선포될 무렵 그는 몽골 제국내 권력 서열 7위였다는 견해가 있다. 그가 어떤 이유로 사망했는가는 알려진 것이 없다. 원사연의에는 병으로 사망했다 하고, 신원사에는 일찍 죽었다고 간략하게 기록되어 있으며, 원사에는 그의 이름만이 전한다.
페르시아어 사서 집사에 의하면 칭기즈 칸이 1206년에 몽골 대칸에 추대되고, 대몽골 제국을 선포한 뒤 형제, 노얀들에게 재산, 백성을 분배할 때 그의 이름은 없고, 그의 아들 엘지기데이에게 타타르, 우리양카이, 나이만 아이막의 3,000가구를 하치운의 아들 엘지기데이 에게 주었다 한다. 몽골비사 제242절에는 약간 다르게 엘지기데이에게 2,000호와, 천 명의 귀족 중  차우르카이(Чаурхай)를 엘지기데이에게 주었다고 한다.

### 사후
칭기즈 칸이 형제들에게 영지를 분배할 때, 하치운의 몫으로는 부이흐 노르 남쪽에서 우르겐 강 일대를 배정받았다. 하치운의 손자이자 엘지기데이의 아들인 아르가순은 몽골의 서방 원정에 참여했고, 구유크, 부리 등과 함께 킵차크 한국의 바투를 공격하여 갈등을 벌였다. 엘지기데이는 귀위크 칸 사후 몽케 칸을 지지하였다.
1260년 하치운의 아들 엘지기데이는 쿠빌라이 카안으로부터 제남로(濟南)를 영지로 하사받았고, 그의 후손들은 오왕(吴王), 제남왕(濟南王)의 작위를 수여받았다. 그의 가문의 당주는 알치다이와 그의 아들 쿠라클이 이었고, 쿠라클은 1260년 3월의 쿠릴타이에서 쿠빌라이 카안을 지지한다. 1261년 쿠빌라이 카안과 아리크부카의 시무트 누르 전투에서는 하치운 가문의 쿠라쿠르가 나린 카다안과 함께 쿠빌라이 칸의 좌익군으로 참전하였으며, 테무게 옷치긴 가문의 타가차르, 벨구테이 가문의 자우두 등과 함께 쿠빌라이 카안의 편에 서서 싸웠다.
알치기다이의 다른 아들 카다안 투투겐은 쿠빌라이 카안 말년에 카이두 등과 연합하려 반란을 일으키다가 진압되었고, 카다안의 후대는 기록이 전하지 않는다. 1302년 12월 10일 쿠빌라이를 이은 성종 테무르가 오고타이 칸국의 카이두를 최종 격파하고, 카라코룸에서 개최한 승리 축하연에 조치 카사르가의 당주 바부샤 등과 함께 카치운 가의 당주 에치르도 참석한 기록이 나타난다.
그의 후손들은 원나라가 몽골 고원으로 추방된 뒤에도 계속 영지를 유지했다. 15세기 투메드 7개 부의 지도자 도란 타이시는 카치운의 후손이었다 한다. 카치운의 다른 후손은 옹구트부 또는 온니구트부를 형성, 명나라 말기까지 존속하고 청나라에 편입되었을 때는 옹구트기가 되었다. 15~17세기에 하치운의 후손들으 옹구트, 온니구트부를 다스렸고 1632년 만주족에게 정복당할 때까지도 부족장 지위를 유지했다.